# 裸背南鳅
裸背南鳅（学名：Schistura nudidorsum）一种分布于老挝及中国云南省勐海县等地的鱼类，隶属于条鳅科南鳅属。

## 形态特征
裸背南鳅体侧有8～11条横斑，背前躯体背无鳞；侧线完全；体高平均为体长的15.4%；背鳍前距超过体长的1/2。